# Heteraster
Heteraster is een geslacht van uitgestorven zee-egels uit de familie Toxasteridae. Deze traag bewegende, ondiepe infaunale voeders leefden tijdens het Krijt. Fossielen van deze familie zijn gevonden in de sedimenten van Algerije, Egypte, Frankrijk, Hongarije, Mexico, Peru, Portugal, Servië en Montenegro, Spanje, Zwitserland en Jemen.

## Soorten
- Heteraster adkinsi Lambert, 1927 †
- Heteraster aguilerai Buitron, 1970 †
- Heteraster alencasterae Buitron, 1970 †
- Heteraster cesarensis Cooke, 1955 †
- Heteraster checchiai Alberti, 1950 †
- Heteraster danubiensis Chiriac, 1956 †
- Heteraster mattaueri Devries, 1960 †
- Heteraster musandamensis Lees, 1928 †
- Heteraster nexilis Nisiyama, 1950 †